# Lista chorążych reprezentacji Gabonu na igrzyskach olimpijskich
Lista chorążych reprezentacji Gabonu na igrzyskach olimpijskich – lista zawodników i zawodniczek reprezentacji Gabonu, którzy podczas ceremonii otwarcia nowożytnych igrzysk olimpijskich nieśli flagę Gabonu.

## Chronologiczna lista chorążych
| Lp. | Rok i miejsce     | Chorąży                      | Dyscyplina    |
| --- | ----------------- | ---------------------------- | ------------- |
| 1   | 1972, Monachium   | Matias Moussobou             |               |
| 2   | 1984, Los Angeles | Odette Mistoul               | Lekkoatletyka |
| 3   | 1988, Seul        | b.d.                         |               |
| 4   | 1992, Barcelona   | b.d.                         |               |
| 5   | 1996, Atlanta     | Roger Oyembo                 |               |
| 6   | 2000, Sydney      | Mélanie Engoang              | Judo          |
| 7   | 2004, Ateny       | Mélanie Engoang              | Judo          |
| 8   | 2008, Pekin       | Mélanie Engoang              | Judo          |
| 9   | 2012, Londyn      | Ruddy Zang-Milama            | Lekkoatletyka |
| 10  | 2016, Rio         | Anthony Obame                | Taekwondo     |
| 11  | 2020, Tokio       | Aya Girard de Langlade Mpali | Pływanie      |
| 11  | 2020, Tokio       | Anthony Obame                | Taekwondo     |